# 지넨 데쓰야
지넨 데쓰야(일본어: 知念 哲矢, 1997년 11월 8일~)는 일본의 축구 선수이다.

## 구단 경력
그는 2020년 J2리그의 FC 류큐에 입단했다. 2021년까지 38경기에 출전하여, 1득점을 넣었다. 2022년 J1리그의 우라와 레즈로 이적했다. 2024년 J2리그의 베갈타 센다이와 J3리그의 오미야 아르디자에서 뛰었다. 2025년 J2리그의 미토 홀리호크로 이적했다.